# Hamlet Gurbanov
Hamlet Gurbanov (en azerí: Hamlet Qurbanov; Bakú, 13 de octubre de 1938 – Bakú, 16 de noviembre de 1995) fue actor de teatro y de cine de Azerbaiyán, Artista de Honor de la RSS de Azerbaiyán.

## Biografía
Hamlet Gurbanov nació el 13 de octubre de 1938 en Bakú. Su padre, Aghadadash Gurbanov fue un famoso actor de cine y de teatro y  su madre, Gulkhar Hasanova fue una cantante de ópera, actriz de teatro y de cine. En 1961 se graduó de la Universidad Estatal de Cultura y Arte de Azerbaiyán. Desde 1961 hasta 1992 interpretó en la escena del Teatro Académico Estatal de Drama de Azerbaiyán. El actor recibió el título “Artista de Honor de la RSS de Azerbaiyán” en 1982.
Hamlet Gurbanov murió el 16 de noviembre de 1995 en Bakú.

## Filmografía
- 1960 – “Aygun”
- 1970 – “Sevil”
- 1975 – “Dede Qorqud”
- 1976 - “Corazón... Corazón...”
- 1978 – “Agradecimiento”
- 1978 - “Casa de campo para una familia”
- 1980 - “Quiero entender”
- 1985 - “Temporada de verano”
- 1985 - “Mi culpa”
- 1991 - “Hola desde el otro mundo”

## Premios y títulos
- Artista de Honor de la RSS de Azerbaiyán (1982)